# Джулія Суарес
Джулія Суарес (англ. Júlia Soares; нар. 23 серпня 2005, Куритиба) — бразильська гімнастка. Срібна призерка в командній першості Олімпійських ігор в Парижі, Франція. Учасниця чемпіонатів світу, Панамериканських чемпіонатів та ігор.

## Біографія
Супроводжувала старшу сестру на тренування зі спортивної гімнастики, де вона виконувала елементи, якими володіла Джулія, тому коли виповнилось чотири, вмовила маму теж записати її до секції.

## Іменний елемент
У 2021 році на Панамериканському чемпіонаті в Ріо-де-Жанейро, Бразилія, виконала на колоді елемент, який Міжнародна федерація гімнастики внесла до Кодексу елементів під назвою «Soares».

## Результати на турнірах
| Рік  | Змагання                   | КБ | ІБ | Опорний стрибок | Різновисокі бруси | Колода | Вільні вправи |
| ---- | -------------------------- | -- | -- | --------------- | ----------------- | ------ | ------------- |
| 2021 | Панамериканський чемпіонат | 1  |    |                 |                   |        | 6             |
| 2022 | Панамериканський чемпіонат | 1  |    |                 |                   |        | 6             |
| 2022 | Чемпіонат світу            | 4  |    |                 |                   |        |               |
| 2023 | Панамериканський чемпіонат | 5  | 7  |                 | 12                | 8      | 8             |
| 2023 | Чемпіонат світу            | 2  |    |                 |                   |        |               |
| 2023 | Панамериканські ігри       | 2  |    |                 |                   |        | 4             |
| 2024 | Олімпійські ігри           | 3  |    |                 |                   | 7      |               |
| 2024 | Меморіал Артура Гандери    |    | 3  |                 |                   |        |               |